# Югорский Шар (полярная станция)
Ю́горский Шар — полярная станция на материковом берегу пролива Югорский Шар, на Югорском полуострове (Ненецкий автономный округ, Россия). Одна из первых полярных радиостанций, построенная еще до революции в 1913 г..
Полярная морская гидрометеорологическая станция Югорский Шар открыта в 1913 году по программе II разряда, была расположена на берегу у восточного устья пролива Югорский Шар в 3 км от выхода его в Карское море, между мысами Лакорзали и Яроссель. 3 августа 1989 года станция перенесена на 500 м к северо-востоку от прежнего местоположения. Наблюдения прекращены и станция закрыта 17 мая 1993 года.

## История
В навигацию 1911 года из Архангельска к району строительства будущих станций направился пароход «Веспасиан», арендованный Отделом торговых портов Министерства торговли и промышленности. На борту «Веспасиана» находилась почтово-телеграфная экспедиция, командированная для инженерного обследования местности в трех предварительно намеченных для размещения станций пунктах. 31 августа 1913 года радиостанция Югорского Шара впервые связалась с Архангельском. 4 сентября состоялся первый сеанс радиосвязи между Вайгачом и Югорским Шаром. Прием сигналов оказался отличным.
В 1926 г. для радиостанции построены новые красивые здания на возвышенной скалистой почве. До 1932 г. на станции работал искровой 16-киловаттный передатчик, установленный Русским радиотелеграфным обществом.
В 1932 г. был установлен 2-киловаттный длинноволновый передатчик Ленинградского телеграфного завода. Кроме этого имеется тональный длинноволновый передатчик мощностью в полкиловатта, коротковолновый Норд-К—250 ватт и рейдовый передатчик. Приемная часть станции состоит из приемников ПД-4 и КУБ-4. безотказно работающих круглые сутки. Дом радиостанция состоит из трех больших комнат, одна из которых является радиорубкой, где установлена вся передающая и приемная аппаратура. Рядом с ней аккумуляторная, напротив — машинное отделение и силовое электрооборудование.

## Описание
Станция на берегу пролива Югорский Шар располагалась примерно в 37-38 километрах к северо-западу от современного поселка Амдерма, «спрятавшись» за небольшим островом Соколий. Открывавшийся оттуда для обзора водный горизонт был невелик: просматривался лишь юг пролива на 7 миль, запад пролива и берег Вайгача, а на востоке — часть акватории Карского моря. С установкой 71-метровой радиомачты радиус наблюдений увеличился до 20,4 миль, но из-за трудности подъема на верхушку мачты этим наблюдательным пунктом пользовались крайне редко — обычно наблюдения велись с поста, расположенного на трети ее высоты.
После закрытия полярной станции оборудование перевезено, в основном, на полярную гидрометеорологическую станцию 2 разряда Белый Нос (в том числе геофизическое) и Амдерму. Радиомачта, некогда стоявшая здесь — настоящая Эйфелева башня в миниатюре — в настоящее время переломилась пополам и уткнулась в землю (ранее она возвышалась метров на 70-80 и была отлично видна с противоположного берега пролива). Постройки 1950-60-х годов на станции сегодня тоже брошены.